# 尼古拉斯 (加利福尼亞州)
尼古拉斯（英語：Nicolaus）是位於美國加利福尼亞州薩特縣的一個人口普查指定地區。

## 地理
尼古拉斯的座標為38°53′53″N 121°34′22″W / 38.89806°N 121.57278°W，而該地最高點為海拔高度8米（即26英尺）。

## 人口
根據2010年美國人口普查的數據，尼古拉斯的面積為8.127平方千米，均為陸地。當地共有人口211人，而人口密度為每平方千米25人。